# 明星水库 (突泉)
明星水库是中国内蒙古自治区兴安盟突泉县境内的一座水库，位于蛟流河上，建于1975年。水库正常库容为800万立方米，集雨面积为181平方千米，海拔为285米。